# Miklós-patak
A Miklós-patak a Mátrában ered, Recsk településtől délre, Heves vármegyében, mintegy 405 méteres tengerszint feletti magasságban. A patak forrásától kezdve északi irányban halad, majd Recsk délkeleti részénél éri el a Csevice-patakot.

## Part menti település
A patak partjai mentén fekvő Recsk településen közel 2700 fő él.